# Слушай мою песню (фильм, 1967)
Слушай мою песню, или Услышь мою песню (африк. Hoor my Lied), — фильм-мюзикл ЮАР режиссёра Элмо Де Витта на языке африкаанс, вышедший в прокат 16 декабря 1967 года. Фильм пользовался большим успехом в ЮАР и первым в истории страны собрал в кассах более 1 миллиона рэндов.

## Сюжет
Доктор Давид Ретиф (оперный тенор Ге Корстен) — хирург-вдовец, который одновременно обладает талантом певца. Его семья попала в автомобильную аварию, в результате чего его дочь Марике (Линди Ру) оказалась прикована к постели, а самому Давиду в результате головной травмы грозит полная утрата зрения в течение двух лет. В той же больнице, где консультирует доктор Ретиф, работает медсестра Лидия де Граафф (Хельга ван Вейк). Она была частично виновна в той автоаварии, и стремится помочь доктору и его дочери.
Она сопровождает их в поездке в США, где есть специалисты, которые могли бы помочь Марике. Поскольку деньги заканчиваются, Ретиф решает заработать, выступая певцом. Постепенно доктор полностью теряет зрение, и эта новость настолько шокирует Марике, что во время его выступления она встаёт и начинает бегать.

## В ролях
- Ге Корстен — доктор Давид Ретиф
- Хельга ван Вейк — медсестра Лидия де Граафф
- Мартин Польс — Морне Пинар
- Линди Ру — Марике, дочь доктора
- Мин Шоу — Мария Ретиф
- Рут Уоттс — манекен
- Чарльз Стодел — Роберт Чендлер